# 태건
태건(太建, 569년 1월 ~ 583년 1월)은 남진(南陳) 선제(宣帝) 진욱(陳頊)의 연호이다. 14년 동안 사용하였다. 569년 정월에 선제가 황제에 즉위하면서 태건으로 개원하였다. 582년 정월, 선제의 뒤를 이어 즉위한 후주(後主) 진숙보(陳叔寶)가 남은 11개월 동안 이어서 사용하였으며 583년에 개원하였다.

## 개원
- 광대(光大) 3년 1월 4일[1](569년 2월 5일)에 연호를 태건(太建)으로 개원함.[2][3][4][5]

- 태건(太建) 15년 1월 3일[6](583년 1월 31일)에 연호를 지덕(至德)으로 개원함.[7][3][8][5]

## 연대 대조표
| 태건        | 원년                            | 2년             | 3년             | 4년                 | 5년        | 6년        | 7년        | 8년                 | 9년             | 10년                |
| 서기        | 569년                           | 570년           | 571년           | 572년               | 573년      | 574년      | 575년      | 576년               | 577년           | 578년               |
| 간지        | 기축(己丑)                      | 경인(庚寅)      | 신묘(辛卯)      | 임진(壬辰)          | 계사(癸巳) | 갑오(甲午) | 을미(乙未) | 병신(丙申)          | 정유(丁酉)      | 무술(戊戌)          |
| 북제 (北齊) | 천통(天統) 5년                  | 무평(武平) 원년 | 2년             | 3년                 | 4년        | 5년        | 6년        | 7년 융화(隆化) 원년 | 승광(承光) 원년 | -                   |
| 북주 (北周) | 천화(天和) 4년                  | 5년             | 6년             | 7년 건덕(建德) 원년 | 2년        | 3년        | 4년        | 5년                 | 6년             | 7년 선정(宣政) 원년 |
| 후량 (後梁) | 천보(天保) 8년                  | 9년             | 10년            | 11년                | 12년       | 13년       | 14년       | 15년                | 16년            | 17년                |
| 태건        | 11년                            | 12년            | 13년            | 14년                | 15년       |            |            |                     |                 |                     |
| 서기        | 579년                           | 580년           | 581년           | 582년               | 583년      |            |            |                     |                 |                     |
| 간지        | 기해(己亥)                      | 경자(庚子)      | 신축(辛丑)      | 임인(壬寅)          | 계묘(癸卯) |            |            |                     |                 |                     |
| 북주 (北周) | 대성(大成) 원년 대상(大象) 원년 | 2년             | 대정(大定) 원년 | -                   | -          |            |            |                     |                 |                     |
| 후량 (後梁) | 천보(天保) 18년                 | 19년            | 20년            | 21년                | 22년       |            |            |                     |                 |                     |
| 수 (隋)     | -                               | -               | 개황(開皇) 원년 | 2년                 | 3년        |            |            |                     |                 |                     |

## 동시대 연호

### 한국
신라(新羅)
- 대창(大昌) (568년 ~ 572년)
- 홍제(鴻濟) (572년 ~ 584년)

### 중국
북제(北齊)
- 천통(天統) (565년 ~ 569년)
- 무평(武平) (570년 ~ 576년)
- 융화(隆化) (576년)
- 승광(承光) (577년)

북주(北周)
- 천화(天和) (566년 ~ 572년)
- 건덕(建德) (572년 ~ 578년)
- 선정(宣政) (578년)
- 대성(大成) (579년)
- 대상(大象) (579년 ~ 580년)
- 대정(大定) (581년)

수(隋)
- 개황(開皇) (581년 ~ 600년)

후량(後梁)
- 천보(天保) (562년 ~ 585년)

고창국(高昌國)
- 연창(延昌) (561년 ~ 601년)

기타 정권
- 고연종(高延宗) 덕창(德昌) (576년)
- 유몰탁(劉沒鐸) 석평(石平) (577년)
- 고소의(高紹義) 무평(武平) (578년)

## 같이 보기
- 중국의 연호 목록